# 成家慎一郎
成家 慎一郎（なりいえ しんいちろう、1984年5月18日 - ）は、日本の漫画家。宮城県石巻市出身。2004年、『ジェラール』でデビュー。かつては草刈 一朗（くさかり いちろう）や、成瀬 芳貴（なるせ よしき）というペンネームを使用していた。
トランスジェンダー（FtM）であることを公表しており、生物学的には女性だが見た目はヒゲの生えたおじさんであると語っている。

## 作品リスト

### 漫画作品

#### 連載
成瀬芳貴名義
- 兄弟-BROTHER-（『ガンガンWING』連載）
- 15 明刹工業高校ラグビー部（『ガンガンONLINE』2010年 - 2011年）

成家慎一郎名義
- STEINS;GATE 哀心迷図のバベル（原作：MAGES.、『ウルトラジャンプ』2012年 - 2014年）
- アブソリュート・デュオ（原作：柊★たくみ、キャラクター原案：浅葉ゆう、『月刊コミックアライブ』2013年 - 2017年）
- クロス×レガリア（原作：三田誠、キャラクター原案：ゆーげん、『ファミ通コミッククリア』2013年 - 2015年）
- ドロップフレーム（『月刊ComicREX』2015年4月号 - 2016年12月号）
- ラパス・テーマパーク（『ウルトラジャンプ』2015年 - 2018年）
- まなかの杜（『コミックヘヴン』2017年4月号 - 2018年11月号〈打ち切り〉）
- シンエンレジスト CURE（原作：オルトプラス/SCBIZ、脚本：山本カズヨシ、『ウルトラジャンプ』2018年9月号 - 2019年8月号）
- その者。のちに… 〜気がついたらS級最強!?勇者ワズの大冒険〜（原作：ナハァト・三弥カズトモ、『コミック アース・スター』2018年8月31日 - 連載中）
- フードコートで、また明日。（『コミックNewtype』2020年3月10日 - 連載中）
- 教え子くんとはデキません（『月マガ基地』2023年11月17日 - 連載中） - X（旧Twitter）の個人アカウントで『でっかくなった生徒に求婚される話』として掲載していた作品の商業連載版。

#### 読み切り
- 15 明刹工業高校ラグビー部（『ガンガンONLINE』2009年） - 全2話。成瀬芳貴名義。
- 進研ゼミ中学講座（PR漫画、2014年） - 成瀬芳貴名義。
- PSI（『Pollyanna』）
- とってもやさしい手籠さん（『ヤングキングBULL』2021年6月号[9]）

### 書籍
成瀬芳貴名義
- 『兄弟-BROTHER-』スクウェア・エニックス〈ガンガンWINGコミックス〉、全3巻
  1. 2008年7月26日発売、ISBN 978-4-7575-2338-8
  2. 2008年10月27日発売、ISBN 978-4-7575-2414-9
  3. 2009年1月27日発売、ISBN 978-4-7575-2481-1

- 『15 明刹工業高校ラグビー部』スクウェア・エニックス〈ガンガンコミックスONLINE〉2010年 - 2012年、全3巻

成家慎一郎名義
- 『STEINS;GATE 哀心迷図のバベル』原作：MAGES.、集英社〈ヤングジャンプ・コミックス・ウルトラ〉2012年 - 2014年、全4巻
- 『週刊マンガ世界の偉人 59号 ミケランジェロ』朝日新聞出版、2013年3月19日発売
- 『アブソリュート・デュオ』原作：柊★たくみ、キャラクター原案：浅葉ゆう、KADOKAWA メディアファクトリー〈アライブコミックス〉2013年 - 2017年、全4巻
- 『クロス×レガリア』原作：三田誠、キャラクター原案：ゆーげん、エンターブレイン〈ファミ通コミッククリア〉2014年 - 2015年、全2巻
- 『ドロップフレーム』一迅社〈IDコミックス REXコミックス〉、全4巻
  1. 2015年7月27日発売、ISBN 978-4-7580-6530-6
  2. 2015年11月27日発売、ISBN 978-4-7580-6556-6
  3. 2016年6月27日発売、ISBN 978-4-7580-6593-1
  4. 2016年10月27日発売、ISBN 978-4-7580-6627-3

- 『ラパス・テーマパーク』集英社〈	ヤングジャンプ・コミックス・ウルトラ〉2016年 - 2018年、全6巻
- 『まなかの杜』日本文芸社〈ニチブンコミックス〉、既刊1巻
  1. 2017年12月29日発売、ISBN 978-4-537-13675-3

- 『シンエンレジスト CURE』原作：オルトプラス/SCBIZ、脚本：山本カズヨシ、集英社〈ヤングジャンプコミックス〉、全2巻
  1. 2019年1月18日発売、ISBN 978-4-08-891195-3
  2. 2019年9月19日発売、ISBN 978-4-08-891372-8

- 『その者。のちに… 〜気がついたらS級最強!?勇者ワズの大冒険〜』原作：ナハァト・三弥カズトモ、アース・スターエンターテイメント〈アース・スターコミックス〉、既刊6巻
  1. 2019年2月12日発売、ISBN 978-4-8030-1266-8
  2. 2019年8月10日発売、ISBN 978-4-8030-1320-7
  3. 2020年2月13日発売、ISBN 978-4-8030-1381-8
  4. 2021年6月11日発売、ISBN 978-4-8030-1525-6
  5. 2022年2月10日発売、ISBN 978-4-8030-1611-6
  6. 2022年11月11日発売、ISBN 978-4-8030-1710-6

- 『フードコートで、また明日。』、KADOKAWA〈Kadokawa Comics〉2021年 - 、既刊2巻（2025年3月31日現在）
  1. 2021年3月10日発売、ISBN 978-4-04-109892-9
  2. 2025年3月31日発売、ISBN 978-4-04-114803-7

- 『教え子くんとはデキません』講談社〈KCデラックス〉、既刊1巻
  1. 2024年8月16日発売、ISBN 978-4-06-535115-4

### その他
- 花術師（著：糸森環、双葉社、2012年） - イラスト